# Area micropolitana di Watertown

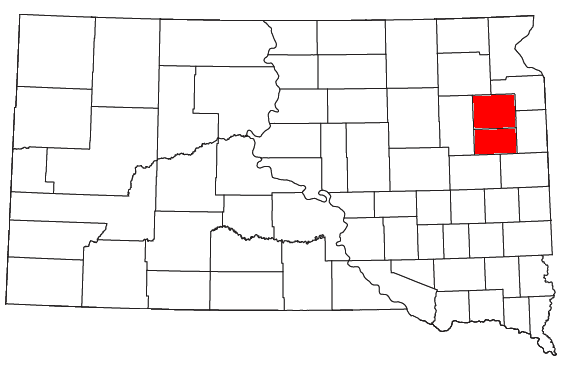
La mappa del Dakota del Sud, in rosso l'area micropolitana di Watertown

L'area micropolitana di Watertown, come viene definito dallo United States Census Bureau, è un'area che comprende due contee del Dakota del Sud, con "capoluogo" la città di Watertown. Al censimento del 2000, l'area micropolitana possedeva una popolazione di 31 437 abitanti (anche se una stima del 1º luglio 2009 sono 31 922 abitanti).

## Contee
- Codington
- Hamlin

## Comunità
- Centri abitanti con 20 000 o più abitanti
  - Watertown (città principale)

- Centri abitanti tra i 500 e i 1 000 abitanti
  - Castlewood
  - Estelline

- Centri abitanti tra i 250 e i 500 abitanti
  - Bryant
  - Hayti
  - Henry
  - Florence
  - Lake Norden
  - South Shore

- Centri abitanti con meno di 250 abitanti
  - Appleby
  - Hazel
  - Kranzburg
  - Rauville
  - Thomas
  - Wallace

## Società

### Evoluzione demografica
Secondo il censimento del 2000, c'erano 31 437 persone.

### Etnie e minoranze straniere
Secondo il censimento del 2000, la composizione etnica dell'area micropolitana era formata dal 97,05% di bianchi, lo 0,13% di afroamericani, l'1,26% di nativi americani, lo 0,26% di asiatici, lo 0,01% di oceanici, lo 0,49% di altre razze, e lo 0,79% di due o più etnie. Ispanici o latinos di qualunque razza erano lo 0,98% della popolazione.